# Baldassare Peruzzi
Baldassare Tommaso Peruzzi (7. březen 1481 Anciano – 6. leden 1536 Řím) byl italský architekt a malíř. Podílel se na výstavbě Baziliky svatého Petra v Římě. Je mu připisována též stavba a výzdoba římské Villy Farnesina. Po Sacco di Roma (vyplenění Říma roku 1527) se vrátil do rodné Sieny, kde sloužil jako hlavní architekt. Ve městě Siena nechal postavit nové hradby a namaloval fresky v kostele Cappella San Giovanni. Do Říma se natrvalo vrátil roku 1535 a postavil jedno ze svých vrcholných děl, palác Massimo alle Colonne (1535). Jeho syn Giovanni Sallustio Peruzzi se stal rovněž architektem.